# Chusquea sclerophylla
Chusquea sclerophylla är en gräsart som beskrevs av Johann es Christoph Christian Döll. Chusquea sclerophylla ingår i släktet Chusquea och familjen gräs. Inga underarter finns listade i Catalogue of Life.